# Cucuyagua (kommun)
Cucuyagua är en kommun i Honduras.   Den ligger i departementet Departamento de Copán, i den västra delen av landet, 190 km väster om huvudstaden Tegucigalpa. Antalet invånare är 11 398.